# Reichsflaggengesetz
Das Reichsflaggengesetz vom 15. September 1935 (RGBl. I S. 1145) war eines der drei Gesetze, die der Reichstag auf dem Nürnberger „Reichsparteitag der Freiheit“ verabschiedete. Zeitgenössisch wurde es nicht unter den Nürnberger Gesetzen subsumiert; unter diesem Sammelbegriff verstanden die Nationalsozialisten das antisemitische Reichsbürgergesetz und das rassistische „Blutschutzgesetz“. Letzteres untersagte Juden auch das Zeigen der Hakenkreuzflagge.

## Geschichte

Schwarz-rot-goldene Flagge

Kurz nach der Machtergreifung der Nationalsozialisten im Jahre 1933 waren die schwarz-rot-goldenen Flaggen der demokratischen Weimarer Republik durch die alten kaiserlichen Farben Schwarz-Weiß-Rot ersetzt worden. Die Verordnungen hierfür erließ der Reichspräsident Paul von Hindenburg.

Schwarz-weiß-rote Flagge

Zusätzlich zur schwarz-weiß-roten Flagge sollte, wenn möglich, die Hakenkreuzflagge der NSDAP gesetzt werden.
Anlass für die Einführung des Reichsflaggengesetzes war ein Zwischenfall in New York City, bei dem Hafenarbeiter auf der Bremen die Hakenkreuzflagge heruntergerissen hatten. Sie blieben unbestraft, weil es sich nicht um eine Nationalflagge gehandelt habe. Joseph Goebbels schrieb dazu am 9. September 1935 in seinem Tagebuch:

„Richter Broudski beleidigt die deutsche Nationalflagge. Ich hetze die Presse darauf. […] Unsere Antwort: In Nürnberg tritt der Reichstag zusammen und erklärt die Hakenkreuzflagge zur alleinigen Nationalflagge.“

Hakenkreuzflagge

Mit dem Reichsflaggengesetz vom 15. September 1935 wurde die Hakenkreuzflagge als einzig gültige Reichs- und Nationalflagge sowie als Handelsflagge festgelegt. Mit Dekret vom 16. März 1936 wurde dann die Wiedereinführung von Truppenfahnen angeordnet.
Zusammen mit dem Reichsbürgergesetz und dem „Blutschutzgesetz“ wurde das Reichsflaggengesetz durch das Kontrollratsgesetz Nr. 1 betreffend die Aufhebung von NS-Recht vom 20. September 1945 aufgehoben.

## Beflaggung
Das Hissen von Hausfahnen an den Nationalfeiertagen oder bei sonstigen Anlässen war nicht verpflichtend. Wenn dies jedoch unterblieb, wurde es als Akt demonstrativer Verweigerung gewertet. Der Blockleiter vermerkte dies in seiner Hauskartei. Es gab zur Ermahnung überdies ein Formschreiben, in das nur noch Name und Datum einzutragen waren.

## Beispiele von Widerstandsaktionen
Viele Geistliche gerieten erstmals mit den staatlichen Behörden in Konflikt, als diese bewusst gegen das Reichsflaggengesetz verstießen. An den staatlichen oder kirchlichen Feiertagen sollte die Reichs- oder Nationalflagge gehisst werden. Das Ziel war, die äußeren Repräsentationsmöglichkeiten der Kirchen einzuschränken.
Als Beispiel von vielen katholischen Priestern ist der Pfarrer Karl Zaschka aus Hochstadt, Landkreis Lichtenfels, bekannt:

„[Er] hatte laut Monatsbericht Mai des Regierungspräsidenten [von Mittelfranken] Hans Dippold veranlasst, dass der am 8. Mai 1941 von Bamberg aus kommende Erzbischof (Johann Jakob von Hauck) von ca. 80 Kindern im Alter bis zu 10 Jahren mit weiß-blauen, weiß-gelben und Hakenkreuzfahnen begrüßt wurde. Der Pfarrer wurde angeklagt und ihm wurde nachträglich die Erlaubnis zur Erteilung des Religionsunterrichtes an Volksschulen entzogen.“